# Saigon Trade Center
Saigon Trade Center là tòa nhà cao tầng tọa lạc tại 37 Tôn Đức Thắng, Quận 1, Thành phố Hồ Chí Minh, ngã ba của đường Nguyễn Du và Tôn Đức Thắng.
Saigon Trade Center là một tòa nhà phức hợp thương mại, văn phòng, siêu thị, giải trí. Trên sân thượng của tòa nhà có quán cà phê Panorama.
Cho đến năm 2010, đây là tòa nhà cao nhất Việt Nam với 33 tầng. Kỷ lục này bị phá khi bị Bitexco Financial Tower vượt lên. Tuy nhiên sau đó Bitexco lại bị Keangnam (nay là Landmark 72) vượt lên với 72 tầng và hiện đã bị Landmark 81 của Vingroup vượt lên với 81 tầng.

## Sơ đồ mặt bằng[1]
| Tầng       | Mục đích                                         |
| ---------- | ------------------------------------------------ |
| Tầng hầm 1 | Bãi đậu xe                                       |
| Tầng trệt  | Lễ tân                                           |
| Tầng 1-2   | Bán lẻ                                           |
| Tầng 3-31  | Văn phòng                                        |
| Tầng 32-33 | Quầy Bar, Nhà Hàng (Hiện tại đóng cửa vĩnh viễn) |